# Team Polti
Il Team Polti era una squadra maschile italiana di ciclismo su strada, fondata nel 1983 e attiva nel professionismo fino al 2000.

## Storia
Diretta sin dalla fondazione dal bergamasco Gianluigi Stanga, nel corso degli anni è stata sponsorizzata da diverse aziende: la Mareno Cucine nel 1983, Supermercati Brianzoli dal 1984 al 1987, la Chateau d'Ax dal 1988 al 1990, la Gatorade dal 1991 al 1993 e, dal 1994 alla dismissione, la Polti.
Nelle file della squadra hanno corso negli anni ciclisti quali Claudio Corti, Tony Rominger, Francesco Moser, Franco Vona, Gianbattista Baronchelli, Gianni Bugno, Laurent Fignon, Marco Giovannetti, Ivan Gotti, Giuseppe Guerini, Mirko Celestino, Richard Virenque e Davide Rebellin.
Tra i principali successi conseguiti dalla squadra vi sono numerose tappe al Giro d'Italia, al Tour de France e alla Vuelta a España, e due vittorie finali nella "Corsa Rosa", nel 1990 con Bugno e nel 1999 con Gotti. Rientrano nel palmarès del team anche molte classiche e brevi corse a tappe: fra esse due Tirreno-Adriatico, una Milano-Sanremo, un Giro delle Fiandre, un'Amstel Gold Race, due Liegi-Bastogne-Liegi e tre Giri di Lombardia.

## Cronistoria

### Annuario
| Anno | Codice | Nome                                                                       | Cat. | Biciclette       | Dirigenza                                                                                      |
| ---- | ------ | -------------------------------------------------------------------------- | ---- | ---------------- | ---------------------------------------------------------------------------------------------- |
| 1983 | -      | Mareno-Wilier Triestina                                                    | Pro  | Wilier Triestina | Dir. sportivi: Gianluigi Stanga                                                                |
| 1984 | -      | Supermercati Brianzoli-Wilier Triestina                                    | Pro  | Wilier Triestina | Dir. sportivi: Gianluigi Stanga                                                                |
| 1985 | -      | Supermercati Brianzoli                                                     | Pro  | Allegro          | Dir. sportivi: Gianluigi Stanga                                                                |
| 1986 | -      | Supermercati Brianzoli-Essebi                                              | Pro  | Moser            | Dir. sportivi: Gianluigi Stanga, Enzo Moser                                                    |
| 1987 | -      | Supermercati Brianzoli-Château d'Ax                                        | Pro  | Moser            | Dir. sportivi: Gianluigi Stanga, Enzo Moser                                                    |
| 1988 | -      | Château d'Ax Salotti                                                       | Pro  | Moser            | Dir. sportivi: Gianluigi Stanga, Enzo Moser, Vittorio Algeri                                   |
| 1989 | -      | Château d'Ax Salotti                                                       | Pro  | Moser            | Dir. sportivi: Gianluigi Stanga, Vittorio Algeri                                               |
| 1990 | -      | Château d'Ax Salotti-Huni-Diadora                                          | Pro  | Moser            | Dir. sportivi: Gianluigi Stanga, Vittorio Algeri, Claudio Corti                                |
| 1991 | -      | Gatorade-Château d'Ax                                                      | Pro  | Moser            | Dir. sportivi: Gianluigi Stanga, Vittorio Algeri, Claudio Corti                                |
| 1992 | -      | Gatorade-Château d'Ax                                                      | Pro  | Bianchi          | Dir. sportivi: Gianluigi Stanga, Vittorio Algeri, Claudio Corti                                |
| 1993 | GAT    | Gatorade (fino a fine maggio) Gatorade-Mega Drive-Kenwood (da fine maggio) | Pro  | Bianchi          | Dir. sportivi: Gianluigi Stanga, Vittorio Algeri, Claudio Corti                                |
| 1994 | PLT    | Team Polti-Vaporetto                                                       | Pro  | Fausto Coppi     | Dir. sportivi: Gianluigi Stanga, Vittorio Algeri, Claudio Corti                                |
| 1995 | PLT    | Polti-Granarolo-Santini                                                    | Pro  | Fausto Coppi     | Manager: Gianluigi Stanga Dir. sportivi: Vittorio Algeri, Giosué Zenoni                        |
| 1996 | PLT    | Team Polti                                                                 | GSI  | Fausto Coppi     | Manager: Gianluigi Stanga Dir. sportivi: Vittorio Algeri, Giosué Zenoni                        |
| 1997 | PLT    | Team Polti                                                                 | GSI  | Fausto Coppi     | Manager: Gianluigi Stanga Dir. sportivi: Vittorio Algeri, Antonio Bevilacqua                   |
| 1998 | PLT    | Team Polti                                                                 | GSI  | Fausto Coppi     | Manager: Gianluigi Stanga Dir. sportivi: Vittorio Algeri, Antonio Bevilacqua, Giovanni Fidanza |
| 1999 | PLT    | Team Polti                                                                 | GSI  | Fausto Coppi     | Manager: Gianluigi Stanga Dir. sportivi: Vittorio Algeri, Antonio Bevilacqua, Giovanni Fidanza |
| 2000 | PLT    | Team Polti                                                                 | GSI  | Fausto Coppi     | Manager: Gianluigi Stanga Dir. sportivi: Vittorio Algeri, Giovanni Fidanza                     |

### Classifiche UCI
| Anno | Class. | Pos. | Migliore cl. individuale |
| ---- | ------ | ---- | ------------------------ |
| 1995 | -      | 8º   | Mauro Gianetti (21º)     |
| 1996 | -      | 6º   | Davide Rebellin (12º)    |
| 1997 | -      | 20º  | Luc Leblanc (57º)        |
| 1998 | -      | 5º   | Davide Rebellin (8º)     |
| 1999 | GSI    | 4º   | Davide Rebellin (5º)     |
| 2000 | GSI    | 20º  | Richard Virenque (58º)   |

## Palmarès

### Grandi Giri
- Giro d'Italia

Partecipazioni: 18 (1983, 1984, 1985, 1986, 1987, 1988, 1989, 1990, 1991, 1992, 1993, 1994, 1995, 1996, 1997, 1998, 1999, 2000)
Vittorie di tappa: 24
1986 (Baronchelli, Moser)
1988 (Vona, Rominger)
1989 (Bugno)
1990 (3 Bugno, Fidanza)
1991 (3 Bugno)
1992 (Giovannetti)
1994 (Abdoujaparov, Bugno)
1995 (Lombardi, Ušakov)
1996 (Lombardi, Ušakov, Rebellin)
1997 (Gualdi)
1998 (Guerini)
1999 (Virenque, Guidi)
2000 (Cassani)
Vittorie finali: 2
1990 (Gianni Bugno)
1999 (Ivan Gotti)
Altre classifiche: 5
1989 Punti (Fidanza)
1990 Punti (Bugno)
1994 Punti (Abdoujaparov)
1994 Intergiro (Abdoujaparov)
1999 Intergiro (Guidi)
- Tour de France

Partecipazioni: 14 (1987, 1988, 1989, 1990, 1991, 1992, 1993, 1994, 1995, 1996, 1997, 1998, 1999, 2000)
Vittorie di tappa: 13
1988 (Tebaldi, Bugno)
1989 (Tebaldi, Fidanza)
1990 (2 Bugno)
1991 (Bugno)
1992 (Fignon)
1994 (2 Abdoujaparov)
1995 (Ušakov)
1996 (Leblanc)
2000 (Virenque)
Vittorie finali: 0
Altre classifiche: 2
1994 Punti (Abdoujaparov)
1999 Scalatori (Virenque)
- Vuelta a España

Partecipazioni: 9 (1985, 1990, 1991, 1992, 1995, 1996, 1998, 1999, 2000)
Vittorie di tappa: 6
1985 (Baronchelli)
1992 (cronosquadre)
1995 (Pianegonda)
1998 (3 Guidi)
Vittorie finali: 0
Altre classifiche: 2
1996 (Squadre)
1998 Punti (Guidi)

### Classiche monumento
- Milano-Sanremo: 1

1990 (Bugno)
- Giro delle Fiandre: 1

1994 (Bugno)
- Liegi-Bastogne-Liegi: 2

1992 (De Wolf); 1995 (Gianetti)
- Giro di Lombardia: 2

1989 (Rominger); 1999 (Celestino)

### Campionati nazionali
Strada
- Campionati italiani: 4

In linea: 1985, 1986 (Claudio Corti); 1991 (Gianni Bugno); 1992 (Marco Giovannetti)
- Campionati austriaci: 1

Cronometro: 1996 (Georg Totschnig)
Pista
- Campionati italiani: 3

Inseguimento: 1987 (Francesco Moser)
Americana: 2000 (Silvio Martinello)
Corsa a punti: 1998, 2000 (Silvio Martinello)